# Gelasma colataria
Gelasma colataria är en fjärilsart som beskrevs av John Henry Leech 1897. Gelasma colataria ingår i släktet Gelasma och familjen mätare. Inga underarter finns listade i Catalogue of Life.